# السايما
السايما،هو برلمان لاتفيا وهو برلمان ذو غرفة واحدة. يبلغ عدد أعضائه المائة و رأسته سولفيتا أبولتيينا في الفترة ما بين 2 نوفمبر 2010 إلى غاية 4 نوفمبر 2014 و خلفتها في المنصب إنارا مورنيتشي.بني المجلس مابين 1863 و 1867.